# Jean Fris
Jean François Fris (Mechelen, 13 februari 1808 - aldaar, 15 juni 1871) was een Belgisch vrederechter, handelaar, advocaat en politicus voor de Kath. Partij.

## Levensloop
Hij was gehuwd met Constance Van Deuren (1817-1901). Hij was de vader van Victor Emile Fris.
Jean Fris was lid van de gemeenteraad van Mechelen en van de provincieraad van Antwerpen. Voor zijn toewijding tijdens de cholera-epidemie in 1849 ontving hij een zilveren erkentelijkheidsmedaille. Toen de politieke tegenstellingen groter werden, koos Fris voor de katholieke kieslijst, die echter door de liberale lijst werd verslagen, in 1860 voor de stad Mechelen, in 1866 voor de provincieraad. 
Toen in 1863 het liberale gemeentebestuur de subsidies afschafte voor het Aartsbisschoppelijk Groot Seminarie, stelde Fris met vier andere Mechelse burgers aan kardinaal Sterckx voor het Sint-Romboutscollege te stichten en het financieel te ondersteunen.
Jean Fris was verder ook nog:
- 1844-1864 bestuurder van de Berg van Barmhartigheid Mechelen,
- 1854-1862 bestuurder van de Middelbare Jongensschool Mechelen,
- 1856-1871 bestuurder van de Provinciale School voor Vroedvrouwen Mechelen,
- 1860-1871 beheerder van het discontokantoor van de Nationale Bank van België in Mechelen,
- 1865 commissaris van de S.A. pour la filature du lin et de l'étoupe à la mécanique in Mechelen.